# Monety Zygmunta II Augusta
Monety Zygmunta II Augusta (1545–1571) – monety bite lub kontrasygnowane za panowania Zygmunta II Augusta jako Wielkiego Księcia Litewskiego i króla Polski.
W latach 1545–1548 był bite zarówno monety Zygmunta II jak i jego ojca – Zygmunta I.

## Mennictwo Zygmunta II Augusta

### Litewskie

#### Pierwsza faza
Zygmunt August został wyniesiony na Wielkie Księstwo Litewskie w 1529 roku, a koronowany w Polsce rok później, w wieku lat dziesięciu, Realną władzę na Litwie objął jednak dopiero 6 października 1544 r. Chociaż skarb litewski pozostawał pod kontrolą ojca (a w rzeczywistości matki), już w 1545 r. urządzono w Wilnie nową mennicę, która przystąpiła do bicia monet Zygmunta Augusta, rozpoczynając pierwszą fazę mennictwa tego władcy.
W pierwszych latach działalności menniczej bito wszystkie trzy tradycyjne nominały:  
- denary (zwane w epoce po prostu pieniądzami),
- półgrosze (równe pięciu pieniądzom, i dlatego zwane po rusku pietakami) i
- grosze, a do tego nieznane dotąd
- obole (półpieniądze).

Na groszach zamiast orła, umieszczano portret młodego Zygmunta Augusta.  
Energiczny początek mennictwa Zygmunta Augusta wiązany jest z akcją wykupu półgroszy świdnickich, które, wycofane w Koronie, wywieziono na Litwę, ale można przypuszczać, że istotne źródło kruszcu stanowiły również wypadające w tym czasie masowo z obiegu bardzo zużyte grosze praskie z początku XV w. Najprawdopodobniej wykupowi półgroszy miały służyć obole, gdyż pojedynczy półgrosz świdnicki wyceniony był na 3½ denara, czyli 3 denary i 1 obol. 
W następnych latach wybito również nowe nominały monet litewskich: 
- grosze polskie (czyli monety litewskie wybijane wedle polskiego systemu monetarnego),
- trojaki,
- szóstaki i
- dukaty.

Trojakom i szóstakom przypisuje się również stopę polską. Prawdopodobnym jest również wybicie talara w 1547 r. 
Nietypowym zjawiskiem były grosze, wprawdzie emitowane jako monety litewskie i opatrzone wyłącznie litewskimi znakami, ale wybite na polską stopę. Wyróżnia się je na podstawie zakończenia tytulatury królewskiej położonego poziomo w dwóch wierszach pod portretem królewskim. Cel tej emisji – którą wznawiano w następnych latach – nie jest jasny. W XXI w. w literaturze przedmiotu pojawiają się jednak ostrzeżenia, że rozróżnienia monet na stopę polską i litewską dokonano arbitralnie, bez badań metrologicznych. 
Sejm polski w 1548 roku uchwalił zamknięcie mennic koronnych i pruskich, co miało skierować znacznie większy strumień srebra menniczego do Wielkiego Księstwa Litewskiego, zgodnie z zasadą koncentracji produkcji monetarnej w jednym miejscu. Podobnie jak po 1529 roku mennictwo srebrne przeniesiono do Prus, Zygmunt August przeniósł je na Litwę. Obawiał się tego w 1550 r. sejm w Piotrkowie, który wymógł przyrzeczenie, że król nie wniesie bez zezwolenia sejmu monety z Litwy do Korony. To z kolei, wraz z odrębnością litewskiego systemu monetarnego, szeroko otworzyło Koronę dla monety pruskiej, wraz ze specyficznym dla niej szelągiem. 

#### Druga faza
W drugiej fazie mennictwa Zygmunta Augusta, tzn. po objęciu przez niego władzy królewskiej w Polsce po śmierci Zygmunta I, asortyment litewskiej produkcji menniczej uległ zawężeniu do nominałów tradycyjnych (denar, półgrosz) oraz dukatów (służących potrzebom dworu). W 1555 roku powróciły też do emisji grosze. Stosowane dotąd w groszach i półgroszach srebro próby 375 oraz 219 w denarach, pogorszono w 1558 roku o pół łuta.

#### Trzecia faza
Wojna o opanowanie terytorium rozpadającej się Konfederacji Inflanckiej (I wojna północna) wybuchła w 1557 roku. Po zakończeniu rozejmu w 1562 roku odparcie agresji moskiewskiej na Litwę pochłaniało znaczne zasoby finansowe – chodziło o utrzymanie inflanckich portów, przez które przewożono srebro z Zachodu na Ruś Moskiewską i do Azji. Wówczas rozpoczęła się trzecia, najintensywniejsza faza litewskiego mennictwa Zygmunta Augusta, z którą w XXI w. związanych jest wiele niejasności. Mennica wileńska dzierżawiona przez żydowską spółkę, powróciła w tym okresie w ręce Wielkiego Księcia. Zorganizowano również drugi zakład, pomocniczą mennicę przy skarbcu wielkoksiążęcym w Tykocinie.
Małe pieniądze bito tylko do 1563 r., ale znacznie rozwinięto system nominałów średnich i dużych, łącznie z dziesięciodukatowym portugałem, być może wybitym z okazji ślubu siostry królewskiej, Katarzyny, z Janem, księciem Finlandii (4 października 1562 r. w Wilnie). 
W 1562 roku wybito „szerokie” szóstaki i trojaki ze srebra próby 344, stosowanego do półgroszy. Dłużej trwała zaczęta wtedy emisja małych trojaków z monogramem (1562–1564). 
W 1564 r. przeprowadzono kontrasygnowaną emisję opierając się na spłatacie hiszpańskiej wierzytelności królowej Bony. Srebrne półdukaty, czyli pataki Karola V i jego syna, Filipa II, oraz srebrne dukaty, czyli patakony drugiego z władców zostały kontrasygnowane małym, okrągłym stempelkiem z datą i cyfrą królewską. Kontrasygnatura nadała im wartość podwyższoną o 61%. Opatrzony nią patakon otrzymał 16 maja 1564 r. kurs przymusowy 60 polskich groszy (kwota ta w pełnowartościowej monecie odpowiadała 46,32 g srebra), a król zobowiązał się do ich wykupu po zwycięskiej wojnie za pełnowartościowe monety. Skarb wielkoksiążęcy spłacił zobowiązania i w XXI wieku kontrasygnowane w Wilnie pataki i patakony, czyli „małe i wielkie filipki”, są rzadkimi numizmatami. Po wycofaniu zostały przebite na nowe monety litewskie. 

W tym samym roku (1564) pojawiły się znacznie gorzej udokumentowane grube monety, bite oryginalnymi stemplami, praktycznie beznapisowe, o masie 28,8 grama i o oznaczeniu nominału „XXX”, zwane półkopkami oraz towarzyszące im jeszcze rzadsze monety piętnastogroszowe (ćwierćkopki). Obydwa te gatunki niewątpliwie przeznaczono do płatności wojennych i najprawdopodobniej nie były pełnowartościowe.

Z trzecią fazą mennictwa litewskiego Zygmunta Augusta związane są również trojaki nazywane w literaturze „satyrycznymi”, na których została umieszczona łacińska sentencja z Psalmu 2:4, brzmiąca w polskim tłumaczeniu:

Który mieszka w niebiesiech, naśmieje się z nich

Pojawiły się jeszcze inne gatunki monet. Ściągane z obiegu pataki i patakony przebijano od końca 1565 roku na oryginalną serię nowych nominałów dwójkowych:
- czterogroszówkę (1565–1569),
- dwugroszówkę (1565) i
- dwudenar (1566–1570).

Czworaki i dwojaki otrzymały nową, charakterystyczną szatę graficzną, z portretem króla z długą brodą i dwiema tarczami na rewersie, z Pogonią i Kolumnami. W 1568 roku pojawiła się nieco odmieniona wersja czworaka. W XXI w. uważa się, że ta grupa monet miała ułatwić rozliczenia z Polakami w wojsku walczącym z Moskwą i wymianę między Litwą a Polską, bo odpowiadały one kolejno 5, 2½ i ¼ polskiego grosza. Litewskie półgrosze, grosze i trojaki bito tylko do roku 1566, a najliczniejszy z nowych „łączących” nominałów, czworak, dotrwał w emisji do roku 1569. W istocie były to monety niepełnowartościowe, zawierające ilość srebra stosowną do grosza polskiego, nie litewskiego i w 1569 roku zostały przez lubelski Sejm obojga narodów zdewaluowane z groszy litewskich do polskich. W litewskich znaleziskach archeologicznych monety te występują nielicznie. 
W 1565 roku pojawiła się także, przypuszczalnie próbna, nowa moneta o nominale „30”, również beznapisowa, na której herb zastąpiono okazałym popiersiem królewskim, nieco lżejsza od poprzedniej (27,9 grama).

#### Czwarta faza
Po zawarciu rozejmu z Moskwą (lipiec 1566) mennictwo stopniowo wygasło w latach 1568–1570 i czwartą fazę mennictwa litewskiego Zygmunta Augusta można uznać za schyłkową. W akcie unii lubelskiej, przyjętym 1 czerwca 1569 roku, zadeklarowano zjednoczenie stopy menniczej i typów monet Polski i Litwy, szczegóły jednak pozostawiając przepisom wykonawczym. Pracę w mennicach wstrzymano. Dopiero 10 kwietnia 1570 roku król zezwolił Johannowi Bolemanowi na realizację starego kontraktu na dwudenary. Zakontraktowanych w poprzednim roku litewskich talarów po 33 grosze polskie nie wybito. Przed śmiercią Zygmunt August zdążył jeszcze 27 marca 1572 odwołać dewaluację litewskich monet wojennych z lat 1558–1565 do ceny waluty polskiej, przywracając im kurs o 25% wyższy, z wyjątkiem tylko

groszy w Tykocinie na kształt groszy polskich wykowanych

Wszystko to sprawia wrażenie chaosu.

### Miejskie

#### Wschowy
Wyjątek w zamknięciu produkcji menniczej w Koronie stanowiły denary miasta Wschowy, wybijane na podstawie przywileju nadanego jeszcze przez Władysława Jagiełłę. Miasto prawdopodobnie również wcześniej uruchamiało co jakiś czas mennicę i wybijało niewielką serię denarów, ale dopiero dzięki datom 1551, 1555 i 1562 wiadomo, że miało to miejsce również za panowania Zygmunta Augusta.

#### Elbląga
Wśród miast pruskich Elbląg pełnił w mennictwie już tylko drugoplanową rolę. W roku 1554 ze względu na brak drobnej monety Rada Miejska zwróciła się z sukcesem do króla o zezwolenie na otwarcie mennicy. Mennica biła w latach 1554–1557 denary na stopę polsko-pruską, z herbem miasta i orłem Prus Królewskich. Nie ma ostatecznej pewności, czy miasto zmieściło się w wyznaczonym przez króla limicie 6000 złotych polskich.

#### Gdańska
Mennictwo miejskie Gdańska (1549–1558) okresu panowania Zygmunta Augusta było bardziej urozmaicone, ale równie jak elbląskie zamknięte we wcześniejszym okresie panowania króla. W całym okresie emitowano licznie denary i dukaty. Znacznie krócej, bo do 1552 r., masowo bito szelągi. Jak wynika ze znalezisk, monety te przeznaczone były głównie na rynek Korony, choć miasto usprawiedliwiało łamanie sejmowego zakazu potrzebami wewnętrznego handlu. W latach 1556–1557 dokonano krótkich emisji groszy, a w 1557 i 1558 również trojaków, przerwanych wobec braku królewskiej zgody na uchylenie zakazu sejmowego. Od 1558 roku aż do śmierci króla mennica gdańska pozostawała zamknięta.

### Lenne

#### Pruskie
Książę pruski Albrecht otworzył mennicę w 1550 roku, i choć wybił wtedy – nawiązując do lat poprzednich – szelągi, grosze i trojaki, to w następnych latach ograniczył się tylko do szelągów, by rozbudować emisję w roku 1558 – wtedy, co i Gdańsk. W następnym roku powróciły do emisji także denary, wybijane do roku 1563. Również i Albrecht nie zmieniał typów monet – drobne i średnie monety obu części Prus cieszyły się znaczną popularnością w Koronie.
Po podpisaniu unii lubelskiej, nie czekając jednak na nowe regulacje mennicze, kierownicy skarbu Albrechta Fryderyka, korzystając z wynalazku pruskiego mincerza, Hansa Stippelta – prasy walcowej – przeprowadzili w mennicy królewieckiej emisję denarów (na stopę polsko-pruską), różniących się od poprzednich znakomitą jakością wytłoczenia i monogramem AF nowego władcy. Na piersi pruskiego Orła pozostawał wciąż inicjał „S” króla Zygmunta I Starego – twórcy księstwa. Emisja trwała tylko dwa lata (1571–1572), po czym mennicę zamknięto, ale szczególnie staranne wykonanie na prasie walcowej wyróżniało te monety Księstwa Pruskiego przez kilkadziesiąt lat.

#### Kurlandzkie
Na mocy układu wileńskiego z 28 listopada 1561 roku zwierzchność litewską przyjęły Inflanty – przyczyna niezwykłej aktywności w trzeciej fazie mennictwa litewskiego. Podzielono je na:
- księstwo inflanckie, włączone do Litwy (unia lubelska skorygowała tę decyzję, czyniąc zeń kondominium litewsko-polskie) oraz
- księstwo Kurlandii i Semigalii, nadane w lenno ostatniemu mistrzowi krajowemu Zakonu Krzyżackiego, Gotardowi Kettlerowi, wyposażonemu między innymi w prawo mennicze.

Inaczej niż w Prusach czy na Litwie, w Inflantach panował system monetarny niezależny od polskiego, uformowany pod wpływem dolnosaskim i skandynawskim – grosz litewski stanowił równowartość 41/5 szeląga inflanckiego (wedle mocno preferencyjnego kursu urzędowego w Rydze). 
Mennica lenna w Mitawie została uruchomiona w 1570 r. W okresie panowania Zygmunta Augusta bito w niej jedynie szelągi.

### Lokalne inflanckie
W latach 1565–1570 król Zygmunt August nie był w stanie opłacać garnizonu w Parnawie. Dług spłacił sekretarz królewski, Walenty Iberfeld (Uberfeld, Oberfeld, Auerfeld). W celu spłacenia długu król zezwolił na otworzenie mennicy i bicie niepełnowartościowych monety wedle systemu liwońskiego. Początkowo miały to być klipy jednozłotowe równe czterem markom ryskim, bite w Kirchholmie. Król zmarł 7 lipca, a dopiero w sierpniu 1572 roku ruszyło mennictwo inflanckie, nie w Kirchholmie jednak, a na sąsiednim zamku Dalen (niem, Dahlen lub Dahiholm, łot. Dole). Mimo podjęcia decyzji przez Zygmunta Augusta monety te zaliczane są do mennictwa bezkrólewia. Nie ma na nich królewskich znaków – jedynie nowy herb Księstwa Inflanckiego.

## Litewski system monetarny Zygmunta II Augusta[16]
| Lp | Gatunek pieniądza                   | Wartość w kopach | Równowartość w groszach litewskich | Kruszec | Masa (gramy) | Próba |
| -- | ----------------------------------- | ---------------- | ---------------------------------- | ------- | ------------ | ----- |
| 1  | portugał                            | 9                | 540                                | złoto   | 35,73        | 967   |
| 2  | dukat                               | 9/10             | 54                                 | złoto   | 3,57         | 967   |
| 3  | półkopek                            | ½                | 30                                 | srebro  | 27,83?       | 734?  |
| 4  | ćwierćkopek                         | ¼                | 15                                 | srebro  | 13,92?       | 734?  |
| 5  | szóstak (1547) na stopę polską      | 1/10             | 6                                  | srebro  | 5,34         | 875   |
| 6  | czworak                             | 1/15             | 4                                  | srebro  | 4,29         | 875   |
| 7  | trojak (1546 na stopę polską, 1562) | 1/20             | 3                                  | srebro  | 3,06         | 875   |
| 8  | dwojak                              | 1/30             | 2                                  | srebro  | 1,82         | 875   |
| 9  | grosz (1545) na stopę polską        | 1/60             | 1                                  | srebro  | 2,5          | 375   |
| 10 | półgrosz (1545) na stopę polską     | 1/120            | ½                                  | srebro  | 1,25         | 375   |
| 11 | szóstak (1562)                      | 1/10             | 6                                  | srebro  | 14,95        | 344   |
| 12 | trojak (1562)                       | 1/20             | 3                                  | srebro  | 7,21         | 344   |
| 13 | grosz (1559)                        | 1/60             | 1                                  | srebro  | 2,52         | 344   |
| 14 | półgrosz (1558)                     | 1/120            | ½                                  | srebro  | 1,26         | 344   |
| 15 | dwudenar na stopę polską            | 1/300            | 1/5                                | srebro  | 0,63         | 219   |
| 16 | denar na stopę polską               | 1/600            | 1/10                               | srebro  | 0,32         | 219   |
| 17 | obol na stopę polską                | 1/1200           | 1/20                               | srebro  | 0,32         | 109   |

## Mennice działające za panowania Zygmunta II Augusta[17]
W okresie tym działały mennice:
- trzy państwowe (monarsze):
  - w Wilnie,
  - w Tykocinie,
  - w Dahlholm,
- trzy miejskie:
  - w Gdańsku,
  - w Elblągu,
  - we Wschowie.
- dwie lenne:
  - w Królewcu,
  - w Mitawie.

Okresy działalności mennic i produkowane gatunki pieniądza zebrano w tabeli:
| Lp | Lokalizacja | Status    | Lata działalności     | Gatunki pieniądza |
| -- | ----------- | --------- | --------------------- | --- |
| 1  | Wilno       | państwowa | 1545–1571             | portugały, dukaty, półkopki, ćwierćkopki, szóstaki, czworaki, trojaki, dwojaki, grosze litewskie, grosze koronne, półgrosze, dwudenary, denary, obole |
| 2  | Tykocin     | państwowa | 1566                  | grosze litewskie, grosze koronne, półgrosze |
| 3  | Dahlholm    | państwowa | 1572–1573             | marki inflanckie, półmarki inflanckie, wiardunki inflanckie, szelągi inflanckie                                                                       |
| 4  | Gdańsk      | miejska   | 1549–1558             | dukaty, trojaki, grosze, szelągi, denary |
| 5  | Elbląg      | miejska   | 1552, 1554–1557       | denary |
| 6  | Wschowa     | miejska   | 1550–1551, 1555, 1562 | denary |
| 7  | Królewiec   | lenna     | 1550–1553             | trojaki, grosze, szelągi, denary pruskie |
| 8  | Mitawa      | lenna     | od 1570               | szelągi |

## Ikonografia
W ikonografii monet litewskich dwóch pierwszych faz malało znaczenie Orła – widoczny był tylko na tradycyjnych w formie denarach i półgroszach oraz na wielopolowej tarczy dukatów i półkopków. Sporą rolę odgrywał za to monogram królewski ze splecionych liter SA pod zamkniętą koroną. Rosło też znaczenie przywróconego na monety przez poprzedniego władcę herbu Kolumny, który w drugorzędnej roli pojawiał się na większości monet. Na obolach Kolumny były głównym motywem, tym razem w pełni zheraldyzowanym, w ozdobnej tarczy. 
Tarcza herbowa na dukatach miała sześć pól, a to nie powtórzyło się już w innych panowaniach. Mimo że na pierwszym miejscu – zgodnie z heraldyczną precedencją – był królewski Orzeł Biały, a na drugim dopiero Pogoń (dalej Archanioł kijowski, Niedźwiedź smoleński, Krzyż wołyński i w sercowym polu, w heraldyce jagiellońskiej zarezerwowanym dla królewskiej matki, Wąż), nad całą tą kompozycją aż do końca emisji w 1571 r. umieszczano nie koronę lecz litewską czapkę wielkoksiążęcą.
W przypadku portretów Zygmunta Augusta na monetach złotych, począwszy od lat 60. XVI w., występowała „widłowata” broda. Takim zarostem nie mógł pochwalić się żaden inny polski monarcha, co więcej – nie występował na podobiznach żadnego z ówczesnych europejskich władców. Na monetach wybijanych w pierwszej połowie rządów król przedstawiany był jeszcze z delikatnym, młodzieńczym zarostem. Długa, rozwidlona broda pojawiła się w 1562 r. na trojakach i szóstakach litewskich. Jak się wydaje, na taki sposób wymodelowania brody zdecydował się Zygmunt II zbliżając się do wieku 40 lat. Pierwszy znany portret władcy „z brodą widlastą” wykonany został w latach 1553–1556 w warsztacie Lucasa Cranacha Młodszego, na którym wzorowali się następnie malarze polscy. W medalierstwie pojawił się w 1561 r. (medal autorstwa Stevena Comelisza van Herwijcka), co więcej – z taką właśnie brodą Zygmunt II August został przedstawiony na swoim nagrobku w Kaplicy Zygmuntowskiej na Wawelu, wykonanym po 1572 r. przez pochodzącego z Florencji Santi Gucciego.
Na dukacie z 1563 r. król wyobrażony został z takim „widłowym” zarostem. Występuje tutaj, tak samo jak i ojciec, w renesansowej zbroi, z koroną zamkniętą ale bez czepca. Stemple opracowano stosunkowo dobrze i reprezentowały przyzwoity poziom artystyczny: widoczne były próby odejścia od zbytniej linearności, dbałość o opracowanie szczegółów twarzy i zachowanie prawidłowych proporcji poszczególnych części głowy względem siebie. Zarówno ten, jak i większość dukatów ostatniego Jagiellona na polskim tronie można więc uznać za interesujące przykłady renesansowej sztuki drobnej. 
Nie wszystkie jednak stemple wykorzystywane do bicia monet Zygmunta II Augusta utrzymywały odpowiednio wysoki poziom. Niektóre z nich nie wychodziły poza warsztatową poprawność, a dotyczyło to zarówno portretu na stronie głównej, jak i kompozycji heraldycznej na rewersie.